# Bart Dochy
Bart Dochy, né le 29 octobre 1972 à Izegem est un homme politique belge flamand, membre du CD&V.
Il est ingénieur industriel agricole (1994); représentant technico-commercial (Versele-Laga, 1994 - 1995); consultant agricole (Boerenbond, 1995 - 1998); responsable provincial (Boerenbond Flandre-Occidentale, 1998 - 2006) et consultant Boerenbond (2007 - 2014).

## Décoration
- Chevalier de l'ordre de Léopold (2024)[1].

## Fonctions politiques
- conseiller communal à Ledegem (2001-)
  - bourgmestre (2007-)
- député au Parlement flamand :
  - depuis le 25 mai 2014

- Ressource relative à la vie publique :   - Parlement flamand
- Ressource relative à plusieurs domaines :   - ODIS